# 11 janvier dans les chemins de fer
11 décembre 11 février
Chronologies thématiques
- Croisades
- Sports
- Disney

Cette page concerne les événements qui se sont déroulés un 11 janvier dans les chemins de fer.

## Événements

### XXesiècle
- 1999, États-Unis : de nouvelles rames Talgo commencent à circuler dans le corridor Seattle-Portland-Eugene exploité par Amtrak pour le compte du département transport de l'État de Washington.

### XXIesiècle
- 2005, France : alors que le budget de la SNCF prévoit un résultat net de 113 millions d'euros la société annonce la suppression de 3990 emplois, SUD Rail, deuxième syndicat de cheminots, appelle à un mouvement national de grève illimitée à partir du 18 janvier et la CGT, FO, l'UNSA et la FGAAC appellent à une grève de 24 heures le 19 janvier.